# Citroën C5
O Citroën C5 é o modelo médio-grande produzido desde 2001 pela fabricante francesa Citroën. Está disponível nas versões sedan e station wagon, denominada C5 Break.
Sucedeu mundialmente o Xantia e o XM.

## Primeira geração

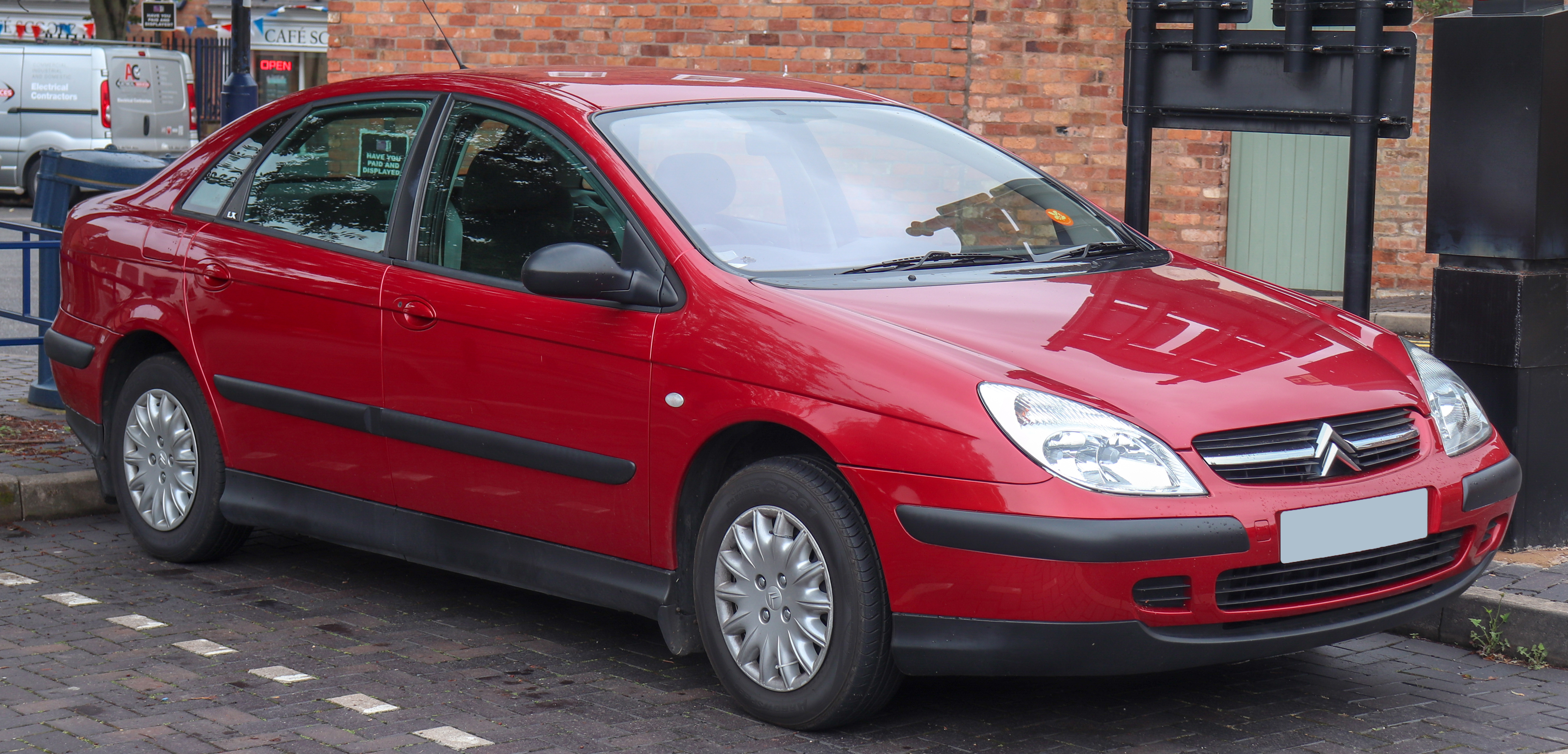
1º geração do C5.

A primeira geração do C5 estava disponível nas versões 5 portas berlina e carrinha. Ao contrário do seu antecessor, o C5 é uma berlina com uma silhueta tricorpo, o que representa um corte radical com a anterior filosofia de construção implementada por Robert Opron. Em termos de segurança, o C5 obteve a pontuação máxima nos testes de segurança EuroNCap, que lhe valeu posteriormente o título de automóvel mais seguro do mercado em todos os segmentos.

### Motorização
No que diz respeito às motorizações, o C5 apresenta 3 versões a gasolina (V6 3.0i 210 cv com caixa automática de 6 velocidades, 2.0i com caixa automática de 4 velocidades e 1.8i 16V 117 cv) e três versões a Diesel (2.2 HDi 136 cv FAP com caixa automática, 2.0 HDi 138 cv e 1.6 HDi 110 cv FAP “com overboost”).

### Suspensão
O C5 recebeu um importante desenvolvimento da suspensão Hidropneumática Citroën, agora conhecida como Hidractiva 3. A maior diferença consiste no uso de sensores electrónicos para corrigir a altura do veículo, sempre mantendo nivelado ao solo, em vez dos correctores de altura mecânicos. Esta alteração permite uma gestão automática da altura efectuada por computador (a alta velocidade a suspensão reduz a distância do veículo em relação ao solo, enquanto que em baixas velocidades e em estradas irregulares a suspensão aumenta a distância do veículo em relação ao solo garantindo desta forma mais conforto). O controle manual da altura foi mantido, apesar da sua eficácia ter sido ultrapassada pela gestão efectuada por computador.
Numa enorme ruptura com a tradição Citroën, os travões e a direcção deixaram de ser alimentados pelo sistema hidráulico da suspensão. Especulou-se que os custos de desenvolvimento de uns novos travões electrónicos levaram o grupo PSA a optar pela instalação de uns travões mais convencionais. A dificuldade sentida por várias pessoas em adaptar-se a forma de travar dos carros com suspensão hidropneumática, foi provavelmente a principal razão que levou a Citroën a mudar a sua filosofia no que diz respeito aos travões.
A suspensão Hidractiva 3+ melhora o conforto e condução do carro mantendo-o nivelado, permitindo ainda a sua condução em três rodas quando um pneu se encontra furado. Esta suspensão é uma evolução da suspensão hidropneumática lançada em 1955 no modelo DS. Esta suspensão permite variações na altura até 15 milímetros à frente e 11 milímetros na traseira.

## Segunda geração

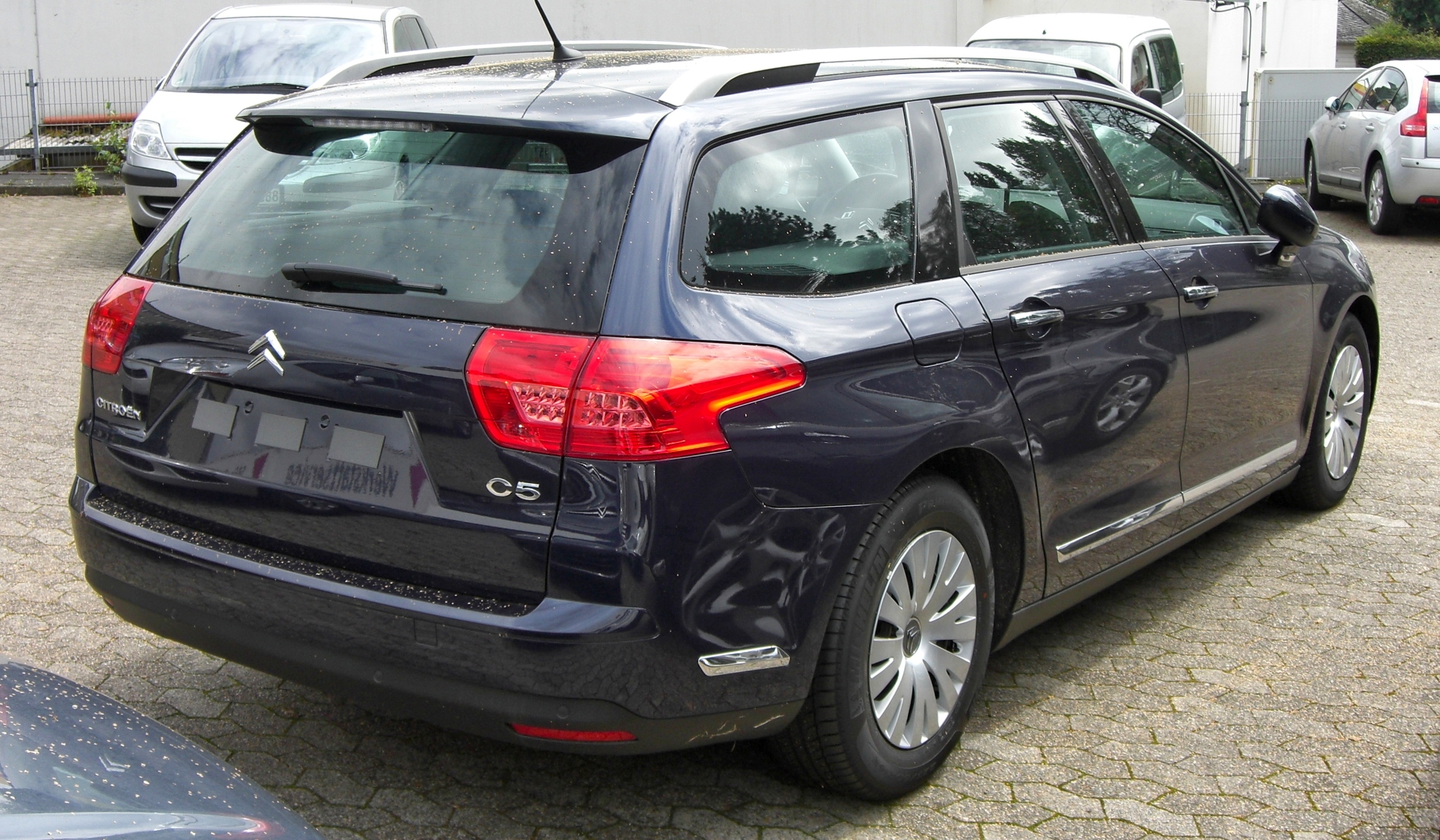
C5 Tourer baseado no novo modelo.

Em 2004, o C5 sofreu um importante restyling (uma nova frente e uma nova traseira) que introduziu as formas que posteriormente seriam aplicadas no modelo C4. Com esta remodelação, o C5 Berlina passou de 4618 mm de comprimento para 4745 mm e a versão Break de 4755 mm para 4840 mm.

### Principais equipamentos
- Faróis direcionais Bi- Xénon.(opcionais)
- Suspensão auto-adaptativa
- ESP
- ABS
- 9 Airbags (7 de série, 2 opcionais)
- Fecho automático das portas
- Telecomando PLIP de alta frequência
- Vidros laterais laminados acústicos
- Ajuda ao estacionamento.(opcionais)
- Regulador e limitador de velocidade
- Ativação automática dos faróis e piscas
- Retrovisor eletrocromado
- Ativação automática dos limpadores
- Patamar de carga ajustável
- Sistema *AFIL (Alerta de Transposição Involuntária da Linha Indicadora de Via).[*não disponível no Brasil].
- Proteção contra Roubo
- Detecção de furo..(opcionais)
- Medição de espaço disponível.(opcionais)
- Freio de mão elétrico
- Proteção reforçada
- Sistema de iluminação a 105º
- Caixa de velocidades automática sequencial (CMP6)..(opcionais)
- Suspensão Hydractive III +.

### Motorização
Disponível com uma vasta gama de motores à gasolina e diesel, o C5 possui versões que vão de 110 cv a 208 cv. Todas as motorizações diesel vêm equipadas de série com um filtro de partículas FAP que permite eliminar os fumos negros por pós-combustão.
O poder do turbo é obtido através de dois turboalimentadores fixos de tamanho idêntico. Cada um destes pode abastecer metade da entrada de ar do motor necessária para dar mais potência.